# Crocidura mediocris
Crocidura mediocris és una espècie de mamífer eulipotifle de la família de les musaranyes (Soricidae). És endèmica de l'illa indonèsia de Sulawesi, on viu a altituds d'entre 200 i 1.900 msnm. L'holotip tenia una llargada de cap a gropa de 102 mm, la cua de 41 mm, les potes posteriors d'11 mm i les orelles de 7 mm. Pesava 3,7 g. Té el pelatge de color gris fosc a marró. El seu nom específic, mediocris, es refereix al fet que no presenta cap caràcter fenotípic destacable. Com que fou descoberta fa poc, l'estat de conservació d'aquesta espècie encara no ha estat avaluat formalment.